# 归因
归因（attribution），也译作归责，是将法律责任延伸至实际未实施犯罪行为的被告的法律学说:347 :665。“归因”这一概念是由奥地利心理学家弗里茨·海德于1927年提出，他认为人类对于已经发生事件的原因的「社会推论」或「知觉感受」。这是对于过去记忆的回溯，也是一种找寻「最初发心」的溯因推理。也就是说，“归因”起初是一个社会心理学概念。后来，这一概念延伸至法律领域。
法律层面上的归因例子包括：转承责任（vicarious liability，将他人的行为被推定或“归于”被告）、犯罪未遂（即使从未完成）和共谋罪（conspiracy，未完成或由他人在共谋中实施）:665。

## 文献资料
1. ↑  Anthea Roberts. . Oxford University Press. 2017: 382–.
2. ↑  Rethinking Criminal Law （页面存档备份，存于）, 2000, Oxford University Press, George P.Fletcher,
3. 1 2  Criminal Law - Cases and Materials （页面存档备份，存于）, 7th ed. 2012, Wolters Kluwer Law & Business; John Kaplan, Robert Weisberg, Guyora Binder,
4. ↑  Morton Hunt. . 谷月社. 2015-11-13: 364–  [2020-07-24]. GGKEY:HLGZ20HHKUQ. （原始内容存档于2020-07-28）.
5. ↑  方伟达. . 五南图书出版股份有限公司. 2018-07-09: 196–  [2020-07-24]. （原始内容存档于2020-08-12）.
6. ↑  . 中国人民大学书报资料中心. 2006  [2020-07-24]. （原始内容存档于2020-08-12）.